# Ed Lewinski
Edmund B. Lewinski, detto Ed (Chicago, 10 settembre 1918 – Chicago, 15 aprile 1962), è stato un cestista statunitense, professionista nella NBL.

## Carriera
Giocò per quattro stagioni nella NBL, disputando complessivamente 102 partite con 4,8 punti di media.